# Фридрих фон Валленрод
Фри́дрих фон Валленро́д (нем. Friedrich von Wallenrode; ум. 15 июля 1410, Грунвальд) — рыцарь Тевтонского ордена, великий маршал Тевтонского ордена (1407—1410). Был убит в Грюнвальдской битве.

## Биография
Фридрих фон Валленрод был младшим братом Великого магистра Тевтонского ордена Конрада фон Валленрода. Другим его родственником был Иоганн V Валленроде, ставший впоследствии архиепископом Рижским и архиепископом Льежа.
В 1393 году был назначен командором нового комтурства в Рыне. Впоследствии служил комтуром Штрасбурга и Меве. В 1407 году фон Валленрод был назначен великим маршалом Тевтонского ордена с резиденцией в Кенигсберге.
В Грюнвальдской битве командовал левым крылом войска Тевтонского ордена, состоявшего из 15 хоругвьей. Против его хоругвей в битве были сконцентрированы всадники Великого княжества Литовского. Литовские и татарские всадники атаковали позиции крестоносцев. Лёгким всадникам было тяжело вклиниться в боевые порядки крестоносцев и они пытались сбрасывать рыцарей на землю. С этой целью татары использовали арканы, а литовцы — копья с крючьями. Через час фон Валленрод приказал рыцарской кавалерии идти в контратаку и лёгкая вражеская кавалерия притворно отступила с целью избежать разгрома. По ходу битвы хоругви фон Валленрода вступили в сражение с войсками Витовта и польской тяжёлой кавалерией. Само сражение завершилось разгромом войска Тевтонского ордена и гибелью ряда высших сановников Ордена, включая фон Валленрода. Его тело вместе с телом великого магистра Ульриха фон Юнгингена и другими сановниками было доставлено в Мариенбург, где и было похоронено.